# Willy Fornari
Willy Fornari (fl. XX secolo) è stato un dirigente sportivo e allenatore di calcio italiano.

## Carriera
È stato un pioniere del calcio italiano.

Nel 1908, insieme ad altri soci, come Andrea Bonifacio e Italo Moretti, fu il fondatore del Savoia di Torre Annunziata, di cui fu anche il primo allenatore, dal 1915 al 1919.

Appunto nel 1919 guidò la squadra nel campionato di Promozione, il secondo livello nazionale dell'epoca.

## Palmarès
- Terza Categoria: 1

Savoia: 1916-1917